# Tobias Billström
Tobias Lennart Billström (Malmö, 27 dicembre 1973) è un politico svedese.

## Biografia
È nato il 27 dicembre 1973 a Malmö da Lennart e Birgitta Billström.
Ha conseguito un master in storia e filosofia nel 2002 presso l'Università di Lund ed un master in storia presso l'Università di Cambridge, dove ha frequentato il Selwyn College, scegliendo come argomento delle tesi l'esperienza coloniale britannica in India e Giamaica.
Attivo sin da giovane in politica, fu eletto nel 2002 al Riksdag col Partito Moderato, divenendo membro delle commissioni su istruzione, cultura ed impiego e successivamente membro della commissione sulla sicurezza sociale.
Nel 2006 fu nominato Ministro dell'immigrazione e della politica di asilo presso il Ministero della giustizia, incarico ricoperto fino al 2014. Successivamente è stato primo vicepresidente del Riksdag.
Nel 2022 è stato nominato Ministro degli affari esteri nel governo di Ulf Kristersson.
Il 4 Settembre 2024, Billström ha annunciato le sue dimissioni da Ministro degli Esteri ed anche come membro del Riksdag, affermando che si ritirerà completamente dalla politica.

## Vita privata
È apertamente bisessuale. È sposato con Sofia Åkerman, dalla quale ha avuto due figli.